# 汪兆鏞
汪兆镛（1861年6月6日—1939年7月28日），字伯序，号憬吾，又號微尚居士、清溪渔隐。廣東省廣州府番禺縣人，祖籍浙江省紹興府山阴县，晚清民初政治人物。

## 經歷
咸丰十一年四月二十八日（1861年6月6日）生于广东番禺。汪兆镛是長子，汪兆铭（汪精衛，1883年5月4日－1944年11月10日）是他同父異母弟。自幼聪颖，从叔父汪蠳读书随山馆。光绪十一年（1885年）貢生，在縣府裡工作。光绪十五年（1889年）年中举。岑春煊出任两广总督時，聘請他入幕。武昌起義後，僑居澳門，自号“觉道士”，反對共和，以清朝遺民自居，廣結四海名流。1939年病故。

## 著作
- 《碑傳集》
- 《孔門弟子學行考》
- 《補三國食貨刑法志》
- 《晉會要》
- 《番禺縣續志》
- 《金石篇》
- 《元廣東遺民錄》
- 《微尚齋雜文》
- 《微尚齋詩》
- 《雨屋深燈詞》
- 《續舉貢衣》
- 《山陰汪氏譜表》
- 《老子道經撮要》
- 《棕窗雜記》
- 《澳門雜詩》
- 《東塾遺詩》
- 《憶江南館詞》
- 《誦芬錄》
- 《廣州城殘磚錄》
- 《廣州新出土隋碑三種考》
- 《兆鏞印存》
- 《微尚齋叢刻》